# Euglossa viridis
Euglossa viridis är en biart som först beskrevs av Perty 1833.  Euglossa viridis ingår i släktet Euglossa, tribus orkidébin, och familjen långtungebin. Inga underarter finns listade.